# Антуши (Псковская область)
Антуши — деревня в Бережанской волости Островского района Псковской области.
Расположена на левом берегу реки Утроя (левый приток Великой), в 27 км к юго-западу от центра города Остров  и в 6 км к северу от деревни Дубки. Восточнее, на противоположном берегу Утрои, находится деревня Усово.
Численность населения деревни по состоянию на 2000 год составляла 4 человека.
До 3 июня 2010 года деревня входила в состав ныне упразднённой Рубиловской волости с центром в д. Дубки.